# Gis-mineur
gis-mineur of gis klein (afkorting: G♯m) is een toonsoort met als grondtoon gis.

## Toonladders
De voortekening telt vijf kruisen: Fis, Cis, Gis, Dis en Aïs. Het is de parallelle toonaard van B-majeur. De enharmonisch gelijke toonaard van gis-mineur is as-mineur.
Er bestaan drie mogelijke varianten van gis-mineur:
- Natuurlijke mineurtoonladder: gis - aïs - b - cis - dis - e - fis - gis

- Harmonische mineurladder: gis - aïs - b - cis - dis - e - fisis - gis

- Melodische mineurladder: gis - aïs - b - cis - dis - eïs - fisis - gis

## Bekende werken in gis-mineur
- Das wohltemperierte Klavier (prelude en fuga nr. 18) - Johann Sebastian Bach
- Brothers in Arms (1985) - Dire Straits
- Snow ((Hey Oh)) (2006) - Red Hot Chili Peppers
- Poker Face (2008) - Lady Gaga